# Reina Elisenda (métro de Barcelone)
Reina Elisenda est une station de la ligne 12 du métro de Barcelone, dont elle constitue le terminus.

## Situation sur le réseau
La station se situe sous le passage de la reine Elisenda (Passeig de Reina Elisenda), sur le territoire de la commune de Barcelone, dans le district de Sarrià-Sant Gervasi. Elle se situe après la station Sarrià, sur un tronçon de la ligne Barcelone - Vallès dont elle constitue la première et dernière station.

## Histoire
La station de Reina Elisenda ouvre au public le 5 octobre 1974, sur la ligne Barcelone - Vallès. Le 12 septembre 2016, elle devient le terminus de la nouvelle ligne 12, créée pour maintenir une connexion avec la station de Sarrià, dont les travaux de mise en accessibilité ont entraîné la suppression d'une voie de circulation, donc la possibilité pour les trains de la ligne 6 de circuler dans les deux sens,.

## Services aux voyageurs

### Accès et accueil
La gare dispose de deux voies et deux quais latéraux, mais seule une voie et son quai sont utilisés.